# Черненко Олександр Миколайович
Олекса́ндр Микола́йович Черне́нко (нар. 26 лютого 1976, місто Бородянка, Київська область) — народний депутат 8-го скликання, громадський діяч, політичний експерт, журналіст.

## Життєпис

### Освіта
У 1997 році закінчив київський Педагогічний університет ім. Драгоманова за спеціальністю «вчитель історії та народознавства». Крім того, пройшов Курси громадської активності у Національно-демократичному інституті США та Курси політичної освіти у Академії Клаузенгоф, м. Реде (Німеччина).

### Професійна діяльність
Листопад 2014-липень 2019 року — народний депутат України.
Квітень 2009-жовтень 2014 року — Голова Правління Комітету виборців України.
З липня 1997 по квітень 2009 року — керівник пресслужби, речник Комітету виборців України.
Грудень 2007 — березень 2009 — редактор програм «Новий час», «RE: акція», «Майдан» «5 канал».
Серпень 2006 — вересень 2007 — політичний оглядач тижневика «Фокус».
Червень — липень 2005 року — прессекретар місії міжнародних спостерігачів за виборами президента Республіки Киргизстан «ENEMO».
Лютий 2005 — червень 2006 року — редактор політичної інформації ділового тижневика «Власть денег».
Листопад 2003 — вересень 2004 року — прессекретар Громадської коаліції «Новий вибір-2004».
Лютий — травень 1997 — заступник редактора молодіжного проекту «Век XXI».
1996—1997 — прессекретар Союзу українського студентства.
1994—1995 — помічник-консультант народного депутата України.
Лютий — квітень 1994 — пресслужба Студентського центру «Свобода вибору».
1993—1994 позаштатний кореспондент газети «Україна молода».
Публікував свої матеріали в газетах: «День», «Сегодня», «Деловая столица», «Дзеркало тижня», «Український тиждень», «Лівий берег», «Коментарі», «Київській телеграф», «Точка зору» а також в низці регіональних видань та на сайтах «Українська правда», «Форум», «Політична Україна», «Обозреватель».

## Розслідування
Як встановив суд, Черненко на посаді нардепа отримав 580 тис. грн компенсації на житло, попри те, що його дружина має власну квартиру в Києві, а сам він жив у Бородянці під Києвом.
30 квітня 2020-го ВАКС визнав Черненка винним у корупції, засудивши на три роки умовно та заборонивши на один рік займати посади в органах влади. Також він повинен був сплатити 17 тис. грн штрафу й 12 тис. грн витрат на експертизу. Черненко погодився на угоду зі слідством, повернувши 582 тис. грн державі.